# L'Enquête (film, 2009)
Cet article concerne le film de Tom Tykwer. Pour le film de Gordon Douglas, voir L'Enquête.
Pour les articles homonymes, voir Enquête et The International.
Pour plus de détails, voir Fiche technique et Distribution.
L'Enquête, ou L'International au Canada francophone (The International) est un film américano-britannico-franco-allemand réalisé par Tom Tykwer et sorti en 2009. Le film s'inspire du scandale entourant la Bank of Credit and Commerce International.
Clive Owen et Naomi Watts y incarnent respectivement l'agent d'Interpol Louis Salinger et l'assistante du procureur de Manhattan Eleanor Whitman. Ils enquêtent sur les agissements d'une des banques les plus puissantes au monde, l'International Bank of Business and Credit (IBBC). Mettant en évidence des activités illégales au nombre desquelles le blanchiment d'argent, la vente d'armes et la déstabilisation de gouvernements, l'enquête de Salinger et Whitman les mène de Berlin à Milan, à New York et à Istanbul.

## Synopsis
Thomas Schume, un agent d’Interpol, a rendez-vous avec un indicateur anonyme devant la gare centrale de Berlin. Son collègue Louis Salinger, ancien de Scotland Yard, surveille l’opération à distance. Celle-ci porte sur les agissements d’IBBC, l'International Bank of Business and Credit, grande banque internationale soupçonnée notamment de trafic d'armes. Immédiatement après cette entrevue, qui se déroule à l’intérieur de la voiture de l’informateur et sous une pluie battante, Schume s’écroule en pleine rue sous les yeux de Salinger. En se précipitant vers son collègue, Salinger est accroché par le rétroviseur d’un camion et perd connaissance. À son réveil à l’hôpital, Salinger demande des nouvelles de son collègue et apprend que celui-ci est mort, victime d’un infarctus foudroyant. À la morgue, où le corps a été transporté, Salinger découvre une piqûre au cou du cadavre et exige alors une autopsie. Celle-ci fait apparaître que Schume a été empoisonné seulement quelques instants avant sa mort, probablement grâce à un dard. Il en informe Eleanor Whitman, assistante du procureur à New York Ella, qui mène avec lui une enquête sur les activités illicites d’IBBC. Ella le rejoint à Berlin, où, sitôt prononcé le nom de la banque qu’ils soupçonnent, ils se heurtent à un manque de coopération manifeste de la part de la police allemande.
Pendant ce temps, à la Galerie nationale, Wilhelm Westler, conseiller d’IBBC et ancien membre de la Stasi, rencontre discrètement l’assassin de Schume. C'est un tueur auquel IBBC a pour habitude d’avoir recours en dernière extrémité. Westler l’informe qu’Umberto Calvini, le politicien et industriel italien qui doit fournir des armes pour un marché piloté par l’IBBC, n’est plus d’accord pour cette opération et qu’il faut « régler le problème », ce qui permettra de négocier avec ses deux fils, a priori plus accommodants.

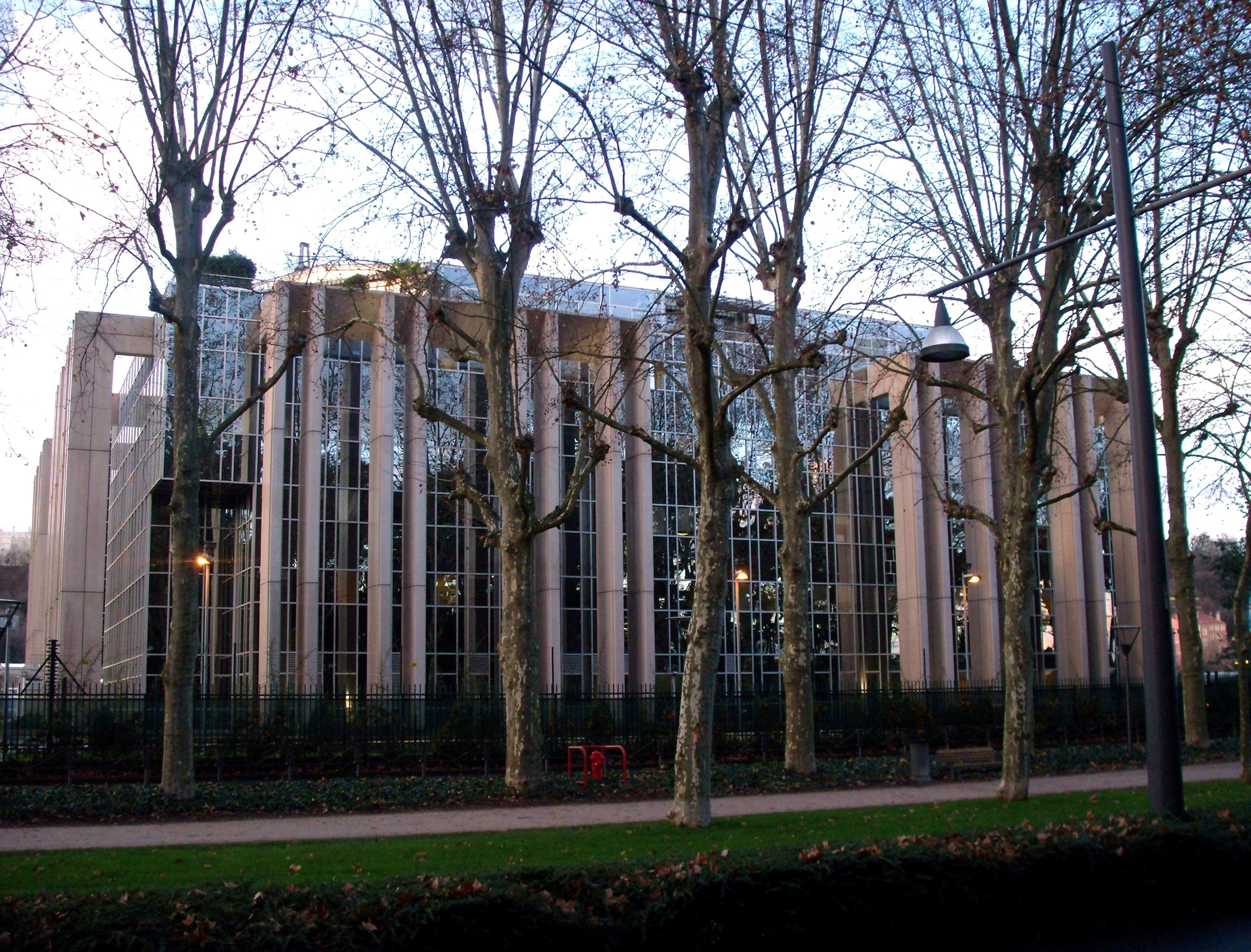
Siège social d'Interpol à Lyon, France.

Salinger rentre ensuite chez lui à Lyon, ville abritant le siège d’Interpol. Il se plonge la tête dans l’évier de sa cuisine qu’il a rempli de glaçons, ce qui lui remet les idées au clair : il se remémore maintenant avoir entrevu un homme qui a effleuré son collègue sur le parvis de la gare juste avant sa mort, l’espace d’un instant. Il apprend peu après qu’André Clément, haut responsable d’IBBC, vient de mourir d’un accident de la route au Luxembourg et comprend alors qu’il s’agissait de l’informateur inconnu de Schume. Il constate en outre que le rapport préliminaire de gendarmerie est en contradiction avec la déposition de Jonas Skarssen, le PDG d’IBBC, qui a prétendu être avec Clément à 10 heures au Luxembourg le jour de sa mort alors que celui-ci avait pris l’avion pour Berlin dès 8 heures. Cette discordance fournit un prétexte à Salinger pour aller interroger Skarssen, au grand émoi de Victor, son supérieur, qui estime que Salinger outrepasse ainsi le cadre des missions dévolues à Interpol.
Salinger se rend alors au Luxembourg, au siège de l’IBBC. Alors qu’il patiente dans le hall, il aperçoit Skarssen qui part alors qu’ils avaient rendez-vous et le hèle en vain. Salinger est finalement reçu par Martin White, conseiller juridique de la banque. À sa grande surprise, il constate qu'un chef d’escadron de la gendarmerie est également présent. Celui-ci réduit à néant ses soupçons en sortant un prétendu rapport « définitif » qui infirme le rapport préliminaire : il fallait lire « 18H00 », et non « 10H00 », simple erreur de frappe !
Ella tente de son côté d’avoir au téléphone la veuve de Clément qui, manifestement terrorisée, consent seulement à lui conseiller de s’adresser à Calvini, le politicien italien prétendant au poste de président du conseil et par ailleurs marchand d’armes. Pendant ce temps, Salinger va retrouver son supérieur d’Interpol et découvre avec lui qu’il y avait un micro dissimulé dans le téléphone de la maison de celui-ci, ce qui explique qu’IBBC ait pu prendre toute mesure utile pour contrer ses investigations et notamment faire corriger le rapport de gendarmerie.
Ella retrouve Salinger à Milan où ils vont rencontrer Calvini qui les reçoit un bref instant avant de prononcer un discours. Il leur révèle les buts d’IBBC : avoir la maîtrise des dettes générées par les conflits que cette banque provoque un peu partout dans le monde et la raison pour laquelle il ne souhaite plus continuer à traiter avec elle : l’élimination de Clément. Calvini leur propose de les revoir aussitôt après son discours, qu’il va tenir sur la place du duc d’Aoste. Mais il est abattu pendant celui-ci, tandis que le chef des carabinieri, de mèche avec les auteurs de l’attentat, tue aussitôt son assassin et brouille les pistes en déposant une seconde douille près du corps pour faire croire que celui-ci a tiré deux balles. Dans l’affolement général, Salinger aperçoit le véritable tueur et se lance à sa poursuite, avec Ella sur ses talons. Mais le tueur parvient à s’enfuir non sans avoir renversé Ella, qui par miracle s’en sort seulement commotionnée.
Ella et Salinger se rendent sur les lieux du crime et, grâce à une analyse de la trajectoire des balles, parviennent rapidement à la conclusion qu’il y avait deux tueurs postés dans l’hôtel en face, le premier au dernier étage, qui a tiré une seule fois et manqué sa cible, et le second, sur la terrasse, qui a tué Calvini. Salinger retrouve aussi sur la terrasse une trace de chaussures orthopédiques correspondant à celles trouvées sur les lieux d’un précédent crime. Sur ces entrefaites, arrive le chef corrompu des carabinieri qui, ulcéré de les voir mettre leurs nez dans son enquête et craignant leurs investigations, leur délivre l’ordre de prendre le premier avion pour New York. À l’aéroport, au contrôle des passagers, Ella a soudain une illumination : si l’homme qu’ils recherchent porte des chaussures orthopédiques à armature métallique, il a dû les montrer à la fouille et les cameras ont dû enregistrer cette scène. C’est effectivement le cas : le tueur a pris le vol de la veille au soir pour New York et on peut voir son visage sur les vidéos de surveillance. Il s’appelle Timothy Sherwood.
À New York, Salinger retrouve la trace du médecin orthopédiste qui a équipé Sherwood. Pendant ce temps, Ella doit se justifier auprès de son supérieur, le procureur général de New York, à qui elle fait valoir qu’IBBC fait depuis longtemps appel au même tueur, que si on parvient à appréhender celui-ci, on pourra incriminer la banque et que ce tueur est ici, à New York. Le procureur lui laisse à contrecœur encore une fois carte blanche en lui spécifiant cependant qu’il ne pourra plus la protéger encore bien longtemps.
Chez lui,  Jonas Skarssen est en compagnie de son fils quand il reçoit un appel angoissé de ses principaux collaborateurs qui lui apprennent que Salinger et Ella sont en train de pister Sherwood, ce qui pourrait les conduire jusqu’à IBBC. Skarssen décide alors de faire éliminer Sherwood, ce qui les empêchera de remonter jusqu’à la banque.
En fouillant dans les archives de l’orthopédiste, Salinger et des deux policiers de New York qui l’assistent trouvent trace d’un client qui n’a pour adresse qu’une boite postale, paie toujours en liquide et pour lequel, contrairement à l’habitude, il n’y a aucune photo de l’appareillage fabriqué sur mesures. Ils se rendent à l’adresse où il se fait régulièrement déposer par la compagnie de taxis qui travaille avec le cabinet et découvrent qu’elle correspond à un terrain vague. Découragé, l’un des policiers va prendre un café et reconnaît alors avec stupeur Sherwood qui sort de la salle de sport voisine. Ils décident de le suivre, tandis qu’Ella presse Salinger d’arrêter immédiatement cet homme, pour pouvoir enfin apporter quelque chose de concret au procureur. Sherwood passe un appel sur une borne publique et fixe un rendez-vous dans 40 minutes au musée Guggenheim.
Salinger et les deux policiers entrent à la suite de Sherwood dans le musée. La scène, qui dure dix minutes et qui a exigé une reconstitution grandeur nature du hall du musée, est le morceau de bravoure du film. Sherwood rencontre son correspondant habituel, Westler, qui lui indique sa prochaine mission : tuer Salinger. Puis Westler s’éclipse, suivi par l’un des deux inspecteurs. En fait, Westler est venu accompagné de plusieurs hommes de main qui ont pour mission d’abattre Sherwood. Au moment où Salinger surgit et procède à l’arrestation de Sherwood, celui-ci le prévient que ses commanditaires ne le laisseront pas l’emmener. Une fusillade éclate. Le policier resté avec Salinger est tué immédiatement. Sherwood et Salinger font alors cause commune pour essayer de sortir en vie de ce guêpier. La seule voie de sortie est la rampe hélicoïdale du Guggenheim. Les rafales de pistolets mitrailleurs crépitent de toutes parts au milieu des touristes affolés. Finalement, Sherwood est mortellement touché tandis que Salinger parvient à se débarrasser du gros de l’équipe des assassins en tirant sur la poulie qui soutient le gigantesque lustre central en verre surplombant le hall. Celui-ci s’écrase eu sol en pulvérisant des éclats de verre qui tuent presque toute l’équipe à leur trousse. Salinger parvient à se glisser dehors avec Sherwood mourant qui expire dans ses bras à Central Park.
Ella vient chercher Salinger au commissariat où la police l’a emmené et l’exfiltre avant que le FBI ne puisse l’interroger. Sherwood ayant été éliminé, reste son contact, Westler, que Salinger a reconnu pour l’avoir entre aperçu au siège d’IBBC et que le second policier a suivi. Salinger les rejoint et parvient à amener Westler à collaborer. Désabusé, car il a renié tous ses idéaux, Westler fait comprendre à Salinger qu’il ne pourra gagner son combat contre IBBC par les seules voies légales car tous les grands acteurs mondiaux du système - politiciens, mafieux et hommes d’affaires - ont besoin de ce type d’établissements et donc les protègent. Salinger décide alors d’aller jusqu’au bout, quitte à sortir du cadre légal. Il parvient, non sans mal, à convaincre Ella de le laisser clore seul cette affaire qui devient vraiment trop dangereuse pour elle, qui a une famille.
Peu après, au lac d'Iseo, Martin White est reçu dans l'antre du trust Calvini, désormais dirigé par les deux frères. Les frères Calvini tardent à arriver. Puis, des hommes en noir peu engageants apparaissent soudain et demandent aux représentants d’IBBC de partir. La séance est interrompue et White repart en voiture. Il est liquidé dans sa voiture dans un tunnel par le chauffeur qui le conduisait à l’aéroport. Les frères Calvini remercient ensuite l'agent Salinger de les avoir informés des causes réelles de la mort de leur père, primitivement imputée aux Brigades rouges. Peu après, une réunion de crise a lieu au siège d’IBBC. Manifestement, une taupe a informé les frères Calvini. Le temps presse, il faut se rabattre sur un autre fournisseur : Ahmet Sunay, un trafiquant d’armes turc qui fournit des appareils de contre-mesure à Israël. Comme celui-ci doit assister le lendemain à l’enterrement d’un cousin à Istanbul, c’est là qu’aura lieu le rendez-vous entre lui et Skarssen.
À Istanbul, Westler prétexte d’aller aux toilettes pour avoir un échange bref et discret avec Salinger. Pendant ce temps, Skarssen parvient à s’entendre avec Ahmet Sunay. Salinger découvre Westler appuyé contre un pilier, mort d’une balle en plein cœur. Skarssen aperçoit alors Salinger et prend peur. Il prend la fuite dans les ruelles du Grand Bazar puis sur les toits, poursuivi par Salinger qui le rattrape. Là, Skarssen tente de convaincre Salinger que ça ne servirait à rien de le tuer car un autre prendrait alors immédiatement sa place et poursuivrait la même politique. Mais Salinger, qui n’oublie pas tous ceux qui sont morts dans cette affaire, tire et Skarssen s’écroule. Salinger sent alors le canon d’un revolver sur sa nuque. C’est un homme de main des frères Calvini qui achève Skarssen puis part en remerciant Salinger. Le film, qui avait commencé à Berlin dans une atmosphère glauque et sous une pluie battante, se termine dans la lumière du couchant qui auréole le visage de Salinger, symbole de sa rédemption.
Finalement des coupures de presse illustrent les prédictions de Skarssen : le numéro deux de la banque, qui avait lui-même participé à ses multiples trafics, l’a remplacé, la tension monte au Proche-Orient où ont lieu des échanges de missiles dernier cri tandis que l’ONU déplore la vente d’armes légères un peu partout dans le monde, et IBBC, dont les profits s’accroissent encore, se paie même désormais le luxe d’œuvrer dans le caritatif en faveur du Tiers Monde. En un mot, les affaires continuent.

## Fiche technique
- Titre français : L'Enquête
- Titre québécois : L'International
- Titre original : The International
- Réalisation : Tom Tykwer
- Scénario : Eric Warren Singer
- Chef opérateur : Frank Griebe
- Montage : Mathilde Bonnefoy
- Musique : Johnny Klimek, Reinhold Heil, Tom Tykwer et Matthew Bellamy
- Producteurs : Charles Roven, Richard Suckle et Lloyd Phillips
- Sociétés de production : Columbia Pictures, Relativity Media et Atlas Entertainment
- Durée : 118 minutes
- Pays de production :  États-Unis,  Royaume-Uni et  France et  Allemagne
- Langue : anglais et italien
- Dates de sortie[1] : 
  - États-Unis : 13 février 2009
  - France, Belgique : 11 mars 2009
- (fr) Mention CNC[2] : tous publics (visa d'exploitation no 121950 délivré le 30 janvier 2009)
- Déconseillé aux moins de 12 ans à la télévision[Où ?]

## Distribution
- Clive Owen (VF : Éric Herson-Macarel) : Louis Salinger
- Naomi Watts (VF : Marie-Laure Dougnac) : Eleanor Whitman
- Haluk Bilginer (VF : François Dunoyer) : Ahmet Sunay
- Ulrich Thomsen (VF : Gérard Darier) : Jonas Skarssen
- Armin Mueller-Stahl (VF : Georges Claisse) : Wilhelm Wexler
- Brían F. O'Byrne (VF : Pierre Dourlens) : le tueur à gages de l'IBBC
- Patrick Baladi (VF : Hervé Furic) : Martin White
- Luca Barbareschi (VF : Enrico Di Giovanni) : Umberto Calvini
- Jack McGee (VF : Richard Leblond) : détective Bernie Ward
- Victor Slezak : le capitaine Martell
- Felix Solis (VF : Adrien Antoine) : l'inspecteur Iggy Ornelas
- Remy Auberjonois : Sam Purvitz
- Luca Calvani (VF : Laurent Morteau) : Enzo Calvani
- Laurent Spielvogel (VF : lui-même) : le commissaire Villon
- Lucian Msamati : le général Charles Motomba
- James Rebhorn (VF : Jean-Luc Kayser) : le procureur général de New York
- Ian Burfield (VF : Patrick Béthune) : Thomas Schume
- Michel Voletti (VF : lui-même) : Viktor Haas
- Ben Whishaw : Rene Antall

 Source et légende : version française (VF) sur RS Doublage et VoxoFilm

## Bande originale
La musique servant de fond sonore à la bande-annonce française est le morceau Ball, de Craig Armstrong, extrait de la bande originale du film Guns 1748.
Matthew Bellamy du groupe Muse, qui a toujours fait montre de sa passion pour les complots en tout genre, a cocomposé la musique The International (End Title).

## Sortie et accueil

### Critique
Le film obtient un accueil mitigé des critiques des pays anglophones, recueillant 59 % sur le site Rotten Tomatoes, pour 217 critiques collectées et une moyenne de 5,8⁄10 et un score de 52⁄100 sur le site Metacritic, pour 34 critiques collectées. En France, l'accueil est globalement positif avec une moyenne de 3,2⁄5 sur le site AlloCiné, pour 18 critiques collectées.